# Муніципальний стадіон (Періволіа)
Муніципальний стадіон «Періволіа» (грец. Δημοτικό Γήπεδο Περιβολίων) — багатофункціональний стадіон у місті Ханья, Греція, домашня арена ФК «Платаніас».
Стадіон побудований та відкритий 1959 року. У 2012 році, після виходу «Платаніаса» до Суперліги, здійснена капітальна реконструкція арени, в результаті якої стадіон приведений до вимог ліги. Арена має дві трибуни, основна з яких накрита дахом. Також обладнана сучасними роздягальнями, конференц-залом, тренажерним залом. При стадіоні працює спортивна клініка.
Потужність арени становить 3 700 глядачів. Рекорд відвідування встановлено 16 вересня 2012 року. Тоді за матчем спостерігало більше 4 000 глядачів.